# 勞勃·唐納
羅伯特·多納特（英語：Friedrich Robert Donat，1905年3月18日—1958年6月9日）是英國電影及舞台劇演員，曾獲得奧斯卡最佳男主角獎。他的英国同胞，奥斯卡最佳男主角奖得主查尔斯·劳顿称赞他为同时代人中最优雅的男演员，英国剧作家格雷厄姆·格林则称他为“我们拥有的最好的男演员”。

## 生平
羅伯特·多納特的母亲是约克郡人，而父亲则是一位波兰来的移民。在他还是孩子时，他拥有口吃的毛病，不过在一位演说家的帮助下他终于克服了这个问题。16岁时他就开始演戏，1924年到1928年期间他出演了多部莎士比亚的戏剧，例如《李尔王》、《威尼斯商人》以及《哈姆雷特》。为了改善自己和妻子的生活状况，1932年他第一次拍摄电影，第二年他参与拍摄了《亨利八世的私生活》，这部英国影片在美国获得了很成功。由此他获得了好莱坞的青睐，1934年他受邀拍摄了《基督山伯爵》。在30年代中，多納特在拍摄电影的同时依然出现在舞台之上，然而他开始受到哮喘的影响。在拍摄《Knight Without Armour》时，他不得不因此暂停了一个月。1938年，他为米高梅拍摄的第一部影片帮助他获得了一个奥斯卡奖的提名。第二年，凭借《万世师表》一片他获得了奥斯卡最佳男主角奖，在这部影片中他饰演一位受人爱戴的英语教师，演绎他从25岁一直到83岁的一生。50年代晚期，多納特的健康状况堪忧，需要把氧气罐带在身边。就在他拍完最后一部电影不久，1958年6月9日多納特去世。

## 演出
- 《萬世師表》（Goodbye, Mr. Chips）